# Jules Massenet
Jules (Émile Frédéric) Massenet (Montaud, 1842. május 12. – Párizs, 1912. augusztus 13.) francia zeneszerző. Leginkább operáiról híres, melyek nagyon ismertek voltak a 19. század végén és a 20. század elején, de később feledésbe merültek, és csak az 1980-as évek óta kerülnek elő ismét. Kivételt képeznek ez alól a Manon és a Werther, amelyek száz éve folyamatosan műsoron vannak.

## Élete
Massenet Montaud-ban született, egy félreeső falucskában, amely napjainkban Saint-Étienne város része. Tizenegy éves korában a családjával Párizsba költözött, hogy a párizsi Consevatoire tanulója lehessen. 1862-ben megnyerte a Római-díjat, és három évet Rómában is töltött. Az első operája – egyfelvonásos darab – bemutatására 1867-ben került sor az Opéra Comique-ben, de Csajkovszkij és Gounod elismerését a drámai Mária Magdolna című oratóriumával vívta ki.

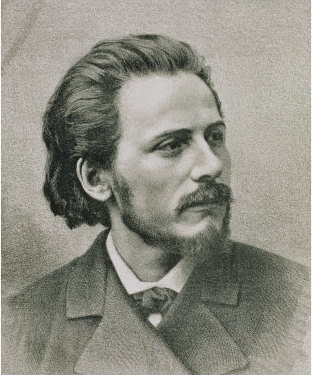
Az ifjú Jules Massenet

A francia–porosz háborúban katonaként szolgált, így ez idő alatt nem komponált, de a háború 1871-es befejezése után visszatért eredeti hivatásához. 1878-tól a párizsi zenekonzervatórium zeneszerzés-professzora volt, tanítványai között találjuk Gustave Charpentier-t, Reynaldo Hahnt és Charles Koechlint. A legnagyobb sikert az 1884-ben komponált Manon, az 1892-es Werther és az 1894-ben megírt Thaïs hozta meg számára. Későbbi említésre méltó operája még a Don Quichotte, amelyet Monte-Carlóban, 1910-ben adtak elő a legendás orosz basszista, Fjodor Saljapin címszereplésével.
Massenet Wagner leitmotiv technikáját használta, egy kis gall könnyedséggel megtoldva, amelynek eredménye a néhány kritikus által édeskésnek tartott stílus. A száraz és szigorú Vincent d’Indy például így nyilatkozott róla: „un érotisme discret et quasi-réligieux”, míg az újságíró Léon Daudet ki nem állhatta Massenet viselkedését, ami szerinte olyan, mint „a lantmadár lángoló érzékisége vagy a tollait szétnyitó páva”.  Mindazonáltal Massenet életében a világ egyik legsikeresebb és legnépszerűbb zeneszerzője volt, és legremekebb zenéi mai napig tartó vitalitást és bájt hordoznak. Tökéletes muzsikus, man-of-the-theatre és teljesen egyedi, kreatív művész, akinek a zenéje senkiével össze nem téveszthető.
Operái mellett komponált szvitkoncerteket, balettzenéket, oratóriumokat és kantátákat, valamint hozzávetőlegesen kétszáz dalt is. Néhány művének énekhang nélküli változata széles körű népszerűségnek örvend és gyakran játsszák őket, ilyen például a Méditation réligieuse a Thaïs című operából, amely zenekarral kísért hegedűszóló, de ilyen az Aragonaise a Le Cid operájából és az Élégie zongoraszóló. Az utóbbi két művet zongoratanulók is gyakran játsszák.

## Művei

### Operák
- Les deux boursiers (elveszett) – 1859
- Esmerelda (elveszett) – 1865
- Noureddin (elveszett) – 1865
- Valéria (elveszett) – 1865
- La grand'tante (A nagynéni) – 1867
- La coupe du roi de Thulé (elveszett) – 1867
- Le Florentin (elveszett) – 1868
- Manfred (befejezetlen) – 1869
- Méduse (befejezetlen) – 1870
- Don César de Bazan – 1872
- L'adorable bel'-Boul' (elveszett) – 1874
- Les templiers (elveszett) – 1875
- Bérangère et Anatole (a szerző visszavonta) – 1876
- Le roi de Lahore (Lahore királya) – 1877
- Robert de France (elveszett) – 1880
- Hérodiade – 1881
- Les Girondins (elveszett) – 1881
- Montalte (elveszett) – 1883
- Manon – 1884
- Le Cid (Cid) – 1885
- Esclarmonde – 1889
- A mágus – 1891
- Werther – 1892
- Thaïs – 1894
- Le portrait de Manon (Manon portréja) – 1894
- La Navarraise (A navarrai lány) – 1894
- Sappho – 1897
- Cendrillon (Hamupipőke) – 1899
- Grisélidis – 1901
- Le jongleur de Notre-Dame (Miasszonyunk bohóca) – 1902
- Chérubin – 1905
- Ariane – 1906
- Thérèse – 1907
- Bacchus – 1909
- Don Quichotte (Don Quijote) – 1910
- Róma – 1912
- PanurgePanurge – 1913
- Kleopátra – 1914
- Amadis – 1922

### Oratóriumok és kantáták
- David Rizzio – 1863
- Marie-Magdeleine – 1873
- Ève – 1875
- Narcisse – 1877
- La Vierge – 1880
- Biblis – 1886
- La Terre Promise – 1900

### Balettek
- Le Carillon – 1892
- Cigale – 1904
- Espada – 1908
- L'histoire de Manon – 1974

### Zenekari művek
- Première suite d'orchestre – 1867
- Scènes hongroises – 1870
- Scènes pittoresques – 1874
- Scènes dramatiques – 1875
- Scènes napolitaines – 1876
- Scènes de féerie – 1881
- Scènes alsaciennes – 1882
- Fantaisie pour violoncelle et orchestre – 1897
- Concerto pour piano et orchestre – 1903

### Dalgyűjtemények
- Poëme d'Avril (Armand Silvestre) – 1868
- Poëme pastoral (Florian és Armand Silvestre) – 1872
- Chansons des bois d'Amaranthe (M. Legrand) – 1901

### Dalok
- À Colombine (Serenade d’Arlequin) (Louis Gallet)
- À la Trépassée (Armand Silvestre)
- À la Zuecca (Louis Charles Alfred de Musset)
- À Mignonne (Gustave Chouquet)
- Adieu (Complainte) (Armand Silvestre)
- Adieux (Gilbert)
- Anniversaire (Armand Silvestre)
- Aubade (Gabriel Prévost)
- Automne (Paul Collin)
- Berceuse (Gustave Chouquet)
- Bonne nuit! (Camille Distel)
- Ce que disent les cloches (Jean de la Vingtrie)
- C'est l'amour (Vicomte Victor Marie Hugo)
- Chant Provençal (Michel Carré)
- Crépuscule (Armand Silvestre)
- Dans l'air plein de fils de soie (Armand Silvestre)
- Declaration (Gustave Chouquet)
- Élégie (Louis Gallet)
- Epitaphe (Armand Silvestre)
- Être aimé (Jules Massenet after Vicomte Victor Marie Hugo)
- Guitare (Vicomte Victor Marie Hugo)
- La mort de la cigale (Maurice Fauré)
- La Veillée du Petit Jésus (André (Theuriet)
- La vie d'une rose, op. 12 no. 3 (Jules Ruelle)
- L'air du soir emportati (Armand Silvestre)
- L'âme des oiseau (Elena Văcărescu)
- Le portrait d'une enfant, op. 12 no. 4 (Pierre de Ronsard)
- Le Sais-Tu? (Stéphan Bordèse)
- Le Sentier Perdu (Paul de Choudens)
- Le verger (Camille Distel)
- Les alcyons (Joseph Antoine Autran)
- Les bois de pins (Camille Distel)
- Les enfants
- Les Femmes de Magdala (Louis Gallet)
- Les mains (Noel Bazan)
- Les Oiselets (Jacques Normand)
- L'esclave, op. 12 no. 1 (Théophile Gautier)
- Lève-toi (Armand Silvestre)
- Loin de Moi ta Lèvre Qui Ment (Jean Aicard)
- Madrigal (Armand Silvestre)
- Musette (Jean Pierre Claris de Florian)
- Narcisse à la Fontaine (Paul Collin)
- Néére (Michel Carré)
- Nouvelle chanson sur un vieil air (Vicomte Victor Marie Hugo)
- Nuit d'Espagne (Louis Gallet)
- Ouvre tes yeux bleus (Paul Robiquet)
- Pensée d'automne (Armand Silvestre)
- Pour qu'à l'espérance (Armand Silvestre)
- Prélude (Armand Silvestre)
- Première Danse (Jacques Clary Jean Normand)
- Puisqu’elle a Pris ma Vie (Paul Robiquet)
- Que l'heure est donc brève (Armand Silvestre)
- Rêvons, c'est l'heure (Paul Verlaine)
- Riez-vous (Armand Silvestre)
- Rondel de la Belle au bois (Julien Gruaz)
- Roses d’Octobre (Paul Collin)
- Sérénade (Molière)
- Sérénade aux mariés, op. 12 no. 2 (Jules Ruelle)
- Sérénade de Zanetto (François Coppée)
- Sérénade du passant (François Coppée)
- Si tu veux, Mignonne (Abbé Claude Georges Boyer)
- Soir de rêve (Antonin Lugnier)
- Soleil couchant (Vicomte Victor Marie Hugo)
- Sonnet (Georges Pradel)
- Sonnet matinal (Armand Silvestre)
- Sonnet Payen (Armand Silvestre)
- Souhait (Jacques Normand)
- Sous les branches (Armand Silvestre)
- Souvenez-vous, Vierge Marie! (Georges Boyer)
- Souvenir de Venise (Louis Charles Alfred de Musset)
- Stances (Gilbert)
- Sur la source (Armand Silvestre)
- Un adieu (Armand Silvestre)
- Un souffle de parfums (Armand Silvestre)
- Voici que les grans lys (Armand Silvestre)
- Voix suprême (Antoinette Lafaix-Gontié)
- Vous aimerez demain (Armand Silvestre)

## Fordítás
- Ez a szócikk részben vagy egészben  a   Jules Massenet című angol Wikipédia-szócikk ezen változatának fordításán alapul.  Az eredeti cikk szerkesztőit annak laptörténete sorolja fel. Ez a jelzés csupán a megfogalmazás eredetét és a szerzői jogokat jelzi, nem szolgál a cikkben szereplő információk forrásmegjelöléseként.

## Ajánlott irodalom
- Schmidl, Stefan: Jules Massenet. Sein Leben, sein Werk, seine Zeit. Mainz, 2012. Schott Musik. ISBN 9783254083104